# بی‌باک (نسخه تیلور)
بی‌باک (نسخهٔ تیلور) (انگلیسی: Fearless (Taylor's Version)) یک آلبوم استودیویی از تیلور سوئیفت، خواننده-ترانه‌سرای آمریکایی است که در ۹ آوریل ۲۰۲۱ از طریق ریپابلیک رکوردز منتشر شد. این نسخه‌ای دوباره ضبط‌شده از دومین آلبوم استودیویی‌اش، بی‌باک (۲۰۰۸) است. این اثر نخستین آلبوم از شش آلبوم دوباره ضبط‌شده‌است که سوئیفت قصد دارد پس از اختلاف در مورد مالکیت شش آلبوم نخست خود، دوباره منتشرشان کند.
بی‌باک (نسخهٔ تیلور) شامل نسخه‌های مجدد ضبط شده ۱۹ ترانه از نسخه پلاتین بی‌باک (۲۰۰۸)، تک‌آهنگ موسیقی متن «امروز یک داستان پریان بود» در سال ۲۰۱۰ و شش ترانه دیگر «از والت» است که در آلبوم سال ۲۰۰۸ قرار نگرفتند. بی‌باک (نسخهٔ تیلور) سازهای موسیقی ضبط سال ۲۰۰۸ را تکرار می‌کند که توسط سوئیفت و کریستوفر رو تهیه شده‌است. جک آنتونوف و آرون دسنر در این آلبوم با تهیه‌کنندگی مشترک قطعه‌های «از والت» با سوئیفت همکاری کردند. از ۲۶ ترانه این آلبوم، ۱۲ ترانه را سوئیفت به تنهایی نوشته‌است. کلبی کایلات، مارن موریس و کیث اربن به‌صورت آواز هنرمند مهمان در آلبوم حضور دارند.
سه تک‌آهنگ پیش از انتشار بی‌باک (نسخهٔ تیلور) منتشر شد و همهٔ آن‌ها وارد ده جایگاه برتر جدول ترانه‌های داغ کانتری بیلبورد شدند: «داستان عشق (نسخهٔ تیلور)» در جایگاه نخست قرار گرفت، «تو همه من هستی» به شماره شش رسید و پس از آن «آقای کاملاً خوب» به شمارهٔ دو این جدول رسید. آلبوم با تأکید بر احساسات نوستالژیک آن، آواز بالغ‌شدهٔ سوئیفت و تولید پرشور آن مورد تحسین منتقدان قرار گرفت. این آلبوم در استرالیا، کانادا، ایرلند، نیوزیلند، اسکاتلند، پادشاهی متحده و ایالات متحده به شمارهٔ یک رسید و نخستین آلبوم دوباره ضبط‌شده بود که در جایگاه نخست در جدول بیلبورد ۲۰۰ قرار گرفت.

## پیش‌زمینه و انتشار
سوئیفت دومین آلبوم استودیویی خود به نام بی‌باک را در سال ۲۰۰۸ روانه بازار کرد که به موفقیت‌های تجاری و انتقادی دست یافت. این یک آلبوم کانتری پاپ بود که ۱۱ هفته در بالاترین جایگاه جدول بیلبورد ۲۰۰ گذراند و به پرفروش‌ترین آلبوم سال ۲۰۰۹ در ایالات متحده تبدیل گشت و باعث ایجاد پنج ورودی برتر در ۱۰۰ تک‌آهنگ داغ بیلبورد —از جمله تک‌آهنگ‌های متقاطع «داستان عشق» و «تو مال منی» — شد و سوئیفت را به برجسته‌ترین هنرمندان جریان اصلی سوق داد. این پرجایزه‌ترین آلبوم کانتری در تاریخ است و در پنجاه و دومین مراسم جایزه گرمی چهار جایزه از جمله جایزهٔ آلبوم سال که نخستین پیروزی او از سومین جایزهٔ آلبوم سال بود را از آن خود کرد. بی‌باک از سوی انجمن صنعت ضبط موسیقی ایالات متحده آمریکا گواهی‌نامه الماس را دریافت کرد و راه را برای سوئیفت برای تبدیل شدن به یکی از بزرگترین هنرمندان نسل خود هموار ساخت.
بی‌باک آلبومی پر از جادو و حس کنجکاوی، شادمانی و شکست دوران جوانی بود. خاطرات ماجراجویی و گشت‌وگذارهای دختری نوجوان که درحال یادگیری چیزهای کوچک و با شکست‌های جدیدش در نمای افسانه‌ای که در فیلم‌ها نشان داده شده بود. ظاهری زیباتر برای افسانهٔ زندگی‌اش پدیدمی‌آورد.— بازنگری سوئیفت از بی‌باک در سال ۲۰۲۱
در اوت ۲۰۱۹، سوئیفت پس از فروش مسترهای ضبط‌شده خود به تاجر آمریکایی اسکوتر براون، که بعداً آن را به شمراک هلدینگ فروخت، قصد خود را برای ضبط مجدد شش آلبوم استودیویی خود اعلام کرد.

## تولید
از نظر تولید، من واقعاً می‌خواستم به آهنگ‌های اولیه که برای این آهنگ‌ها فکر کرده بودم وفادار بمانم؛ و بنابراین ما واقعاً شروع کردیم و سعی کردیم یک نسخه مشابه اما بهتر ایجاد کنیم. ما همه بخش‌های مشابهی را که من در ابتدا برای این آهنگ‌ها آرزو داشتم نگه داشتیم. اما اگر راهی وجود داشته باشد که بتوانیم کیفیت موسیقی را بهبود بخشیم، این کار را کردیم […] من با صف رفتم و به تک‌تک صداها گوش دادم و فکر کردم، شما می‌دانید، روش من در اینجا چیست. اگر بتوانم پیشرفت کنم، این کار را کردم. اما من واقعاً می‌خواستم این درست باشد که آنچه در ابتدا به آن فکر می‌کردم و چیزی که در ابتدا نوشته بودم، اما بهتر، واضح بود.— -سوئیفت در ضبط مجدد آلبوم
سویفت به مجله پیپل گفت که او به‌طور قابل توجهی محتوای اشعاری، ملودی‌های صوتی و سازهای ضبط سال ۲۰۰۸ را تغییر نداد. با این حال، بافت صوتی نیز در ضبط مجدد تغییر کرد. وی افزود که او بی‌باک را به‌طور کامل مورد مطالعه قرار داد تا لحن صدا و صداهای کانتری‌مانند را تکرار کند.

## تک‌آهنگ‌ها و تبلیغ‌ها
در ۱۱ فوریه ۲۰۲۱، خواننده از ضبط مجدد ترانه‌های بی‌باک با عنوان بی‌باک (نسخه تیلور) خبر داد و اعلام کرد که «داستان عشق (نسخه تیلور)» در ۱۲ فوریه به صورت تک‌آهنگ منتشر می‌شود. . بی‌باک (نسخه تیلور) شامل ۲۶ قطعه است که متشکل از تمام قطعه‌های بی‌باک: نسخهٔ پلاتینی (۲۰۰۹)، «امروز یک داستان پریان بود» —تک آهنگی در سال ۲۰۱۰ از موسیقی متن فیلم روز ولنتاین (۲۰۱۰) و شش قطعهٔ پاداش جدید به‌نام «از صندوقچه» که در آلبوم ۲۰۰۸ قرار داده نشده بود، است. یکی از قطعه‌های از صندوقچه به‌نام «تو همه من هستی» با حضور مارن موریس، به عنوان تک‌آهنگ دوم در ۲۵ مارس ۲۰۲۱ منتشر شد. سومین تک‌آهنگ—یک قطعهٔ دیگر از صندوقچه به نام «آقای کاملاً خوب»، در ۷ آوریل ۲۰۲۱، در کنار ویدیوی متن ترانه آن به‌صورت سورپرایز منتشر شد.

## پذیرش انتقادی
| بررسی جمعی      | بررسی جمعی |
| منبع            | رتبه‌بندی   |
| --------------- | ---------- |
| انی‌دیسنت‌میوزیک؟ | ۷٫۹/۱۰     |
| متاکریتیک       | ۸۲/۱۰۰     |
| بررسی انتقادی   |            |
| منبع            | رتبه‌بندی   |
| ای. وی. کلاب    | A          |
| کلش             | ۸/۱۰       |
| اکسکلیم!        | ۸/۱۰       |
| گاردین          | [ ۱۹ ]     |
| دیلی تلگراف     | [ ۲۰ ]     |
| خط بهترین لباس  | ۸/۱۰       |
| ان‌ام‌ئی          | [ ۲۲ ]     |
| ایندیپندنت      | [ ۲۳ ]     |
| رولینگ استون    | [ ۲۴ ]     |
| تایمز           | [ ۲۵ ]     |

بی‌باک (نسخهٔ تیلور) با استقبال جهانی منتقدان موسیقی روبه‌رو شد. در متاکریتیک، که نمره نرمال از ۱۰۰ را به رتبه‌بندی از انتشارات اختصاص می‌دهد، آلبوم بر اساس ۱۵ بررسی میانگین نمره وزنی ۸۲ را دریافت می‌کند که نشان دهنده «تحسین جهانی» است. این آلبوم از امتیاز ۷۳ آلبوم سال ۲۰۰۸ پیشی گرفت.
نیل مک کورمیک از روزنامهٔ دیلی تلگراف نوشت که بی‌باک (نسخهٔ تیلور) «یک آلبوم فوق‌العاده خوب از ترانه‌های پاپ کانتری» است که جزئیات «دلبستگی‌های عاشقانه» سوئیفت را هنگام ورود به بزرگسالی بیان می‌کند. او از صدای «کامل‌تر» و صدای بلند او تمجید کرد در حالی که هنوز مانند ۱۸ سالگی خود به نظر می‌رسید، زیرا او «صدای سبک کانتری» را از آوازهای اولیه خود به کار می‌گیرد. سارا کارسون که برای روزنامهٔ i می‌نویسد، ۱۳ سال بعد آلبوم را «نبوی» و «بی‌انتها» لقب داد و مضامین جهانی «جدایی، رؤیاها، سرخوردگی‌ها، اولین بوسه‌ها» را شرح داد. وی برای نمایش بلوغ سوئیفت، ترانه‌های «از والت» را برجسته کرد. الکساندرا پولارد از ایندیپندنت احساسات نوستالژیک آلبوم، وفاداری آن به آلبوم سال ۲۰۰۸ و افزودن قطعه‌های «به طرز عجیبی آرام» از والت را ستود.

## لیست ترانه‌ها
همه آهنگ‌های موجود در همه نسخه‌ها به عنوان «نسخه تیلور» ذکر شده‌اند. آهنگ‌های ۲۱ تا ۲۶ به عنوان «از والت» ذکر شده‌اند.
| بی‌باک (نسخه تیلور) نسخه استاندارد | بی‌باک (نسخه تیلور) نسخه استاندارد      | بی‌باک (نسخه تیلور) نسخه استاندارد            | بی‌باک (نسخه تیلور) نسخه استاندارد | بی‌باک (نسخه تیلور) نسخه استاندارد |
| شماره                             | نام                                    | نویسنده(ها)                                  | تهیه‌کننده(ها)                     | مدت                               |
| --------------------------------- | -------------------------------------- | -------------------------------------------- | --------------------------------- | --------------------------------- |
| ۱.                                | «بی‌باک»                                | تیلور سوئیفت. لیز رز. هیلاری لیندزی          | کریستوفر رو. سوئیفت               | ۴:۰۱                              |
| ۲.                                | «پانزده»                               | سوئیفت                                       | رو. سوئیفت                        | ۴:۵۴                              |
| ۳.                                | «داستان عشق»                           | تیلور سویفت                                  | رو. سوئیفت                        | ۳:۵۵                              |
| ۴.                                | «سلام استفان»                          | سوئیفت                                       | رو. سوئیفت                        | ۴:۱۴                              |
| ۵.                                | «اسب سفید»                             | سوئیفت. رز                                   | رو. سوئیفت                        | ۳:۵۴                              |
| ۶.                                | «تو مال منی»                           | سوئیفت. رز                                   | رو. سوئیفت                        | ۳:۵۱                              |
| ۷.                                | «نفس کشیدن (به همراه کولیو کابلیت)»    | سوئیفت. کلبی کایلات                          | رو. سوئیفت                        | ۴:۲۳                              |
| ۸.                                | «به من بگو چرا»                        | سوئیفت. رز                                   | رو. سوئیفت                        | ۳:۲۰                              |
| ۹.                                | «تو متأسف نیستی»                       | سوئیفت                                       | رو. سوئیفت                        | ۴:۲۱                              |
| ۱۰.                               | «طوری که من دوست داشتم»                | سوئیفت. جان ریچ                              | رو. سوئیفت                        | ۴:۰۳                              |
| ۱۱.                               | «برای همیشه و همیشه»                   | سوئیفت                                       | رو. سوئیفت                        | ۳:۴۵                              |
| ۱۲.                               | «بهترین روز»                           | سوئیفت                                       | رو. سوئیفت                        | ۴:۰۵                              |
| ۱۳.                               | «عوض شدن»                              | سوئیفت                                       | رو. سوئیفت                        | ۴:۳۹                              |
| ۱۴.                               | «پرش و بعد سقوط»                       | سوئیفت                                       | رو. سوئیفت                        | ۳:۵۷                              |
| ۱۵.                               | «دست‌نیافتنی»                           | سوئیفت. کری بارلو. ناتان بارلو. تامی لی جیمز | رو. سوئیفت                        | ۵:۱۲                              |
| ۱۶.                               | «برای همیشه و همیشه (نسخه پیانو)»      | سوئیفت                                       | رو. سوئیفت                        | ۴:۲۷                              |
| ۱۷.                               | «با باران وارد شو»                     | سوئیفت. رز                                   | رو. سوئیفت                        | ۳:۵۷                              |
| ۱۸.                               | «سوپراستار»                            | سوئیفت. رز                                   | رو. سوئیفت                        | ۴:۲۳                              |
| ۱۹.                               | «آن طرف در»                            | سوئیفت                                       | رو. سوئیفت                        | ۳:۲۸                              |
| ۲۰.                               | «امروز یک ماجرا بود»                   | سوئیفت                                       | رو. سوئیفت                        | ۴:۰۱                              |
| ۲۱.                               | «تو همهٔ من هستی (به همراه مارن موریس)» | سویفت. اسکوتر کاروسو                         | ارون دسنر. سویفت                  | ۳:۴۰                              |
| ۲۲.                               | «آقای کاملاً خوب»                       | سویفت                                        | جک انتونوف. سویفت                 | ۴:۳۷                              |
| ۲۳.                               | «ما خوشحال بودیم»                      | سوئیفت. رز                                   | دسنر. سوئیفت                      | ۴:۰۴                              |
| ۲۴.                               | «ان وقت است (به همراهی کیث اربن)»      | سوئیفت. برد وارن. برت وارن                   | انتونوف. سوئیفت                   | ۳:۰۹                              |
| ۲۵.                               | «نکن»                                  | سوئیفت. جیمز                                 | انتونوف. سوئیفت                   | ۳:۲۸                              |
| ۲۶.                               | «خداحافظ عزیزم»                        | سوئیفت. رز                                   | انتونوف. سوئیفت                   | ۴:۰۲                              |
| مجموع مدت:                        | مجموع مدت:                             | مجموع مدت:                                   | مجموع مدت:                        | ۱۰۶:۲۰                            |

همهٔ ترانه‌ها توسط تیلور سوئیفت نوشته شده‌است.
| بی‌باک (نسخه تیلور) نسخه دیلاکس | بی‌باک (نسخه تیلور) نسخه دیلاکس | بی‌باک (نسخه تیلور) نسخه دیلاکس | بی‌باک (نسخه تیلور) نسخه دیلاکس |
| شماره                          | نام                            | تهیه‌کننده(ها)                  | مدت                            |
| ------------------------------ | ------------------------------ | ------------------------------ | ------------------------------ |
| ۲۷.                            | «داستان عشق (ریمیکس الویرا)»   | الویرا. رو. سوئیفت             | ۳:۵۳                           |
| مجموع مدت:                     | مجموع مدت:                     | مجموع مدت:                     | ۱۱۰:۱۳                         |

### گردآوری‌ها
| بی‌باک (نسخه تیلور) :فصل نیمه راه بیرون | بی‌باک (نسخه تیلور) :فصل نیمه راه بیرون | بی‌باک (نسخه تیلور) :فصل نیمه راه بیرون | بی‌باک (نسخه تیلور) :فصل نیمه راه بیرون | بی‌باک (نسخه تیلور) :فصل نیمه راه بیرون |
| شماره                                  | نام                                    | نویسنده(ها)                            | تهیه‌کننده(ها)                          | مدت                                    |
| -------------------------------------- | -------------------------------------- | -------------------------------------- | -------------------------------------- | -------------------------------------- |
| ۱.                                     | «آقای کاملاً خوب»                       | سوئیفت                                 | سوئیفت آنتونوف                         | ۴:۳۷                                   |
| ۲.                                     | «برای همیشه و همیشه»                   | سوئیفت                                 |                                        | ۳:۴۵                                   |
| ۳.                                     | «اسب سفید»                             | سوئیفت رز                              |                                        | ۳:۵۴                                   |
| ۴.                                     | «تو متأسف نیستی»                       | سوئیفت                                 |                                        | ۴:۲۱                                   |
| ۵.                                     | «نفس کشیدن» (به همراه کلبی کایلایت)    | سوئیفت کایلایت                         |                                        | ۴:۲۳                                   |
| ۶.                                     | «آن طرف در»                            | سوئیفت                                 |                                        | ۳:۵۸                                   |
| مجموع مدت:                             | مجموع مدت:                             | مجموع مدت:                             | مجموع مدت:                             | ۲۴:۵۸                                  |

| بی‌باک (نسخه تیلور): فصل بوسیدن در باران | بی‌باک (نسخه تیلور): فصل بوسیدن در باران | بی‌باک (نسخه تیلور): فصل بوسیدن در باران | بی‌باک (نسخه تیلور): فصل بوسیدن در باران |
| شماره                                   | نام                                     | نویسنده(ها)                             | مدت                                     |
| --------------------------------------- | --------------------------------------- | --------------------------------------- | --------------------------------------- |
| ۱.                                      | «طوری که من دوست داشتم»                 | سوئیفت ریچ                              | ۴:۰۳                                    |
| ۲.                                      | «سلام استفان»                           | سوئیفت                                  | ۴:۱۴                                    |
| ۳.                                      | «امروز یک ماجرا بود»                    | سوئیفت                                  | ۴:۰۱                                    |
| ۴.                                      | «پانزده»                                | سوئیفت                                  | ۴:۵۴                                    |
| ۵.                                      | «سوپر استار»                            | سوئیفت رز                               | ۴:۲۳                                    |
| ۶.                                      | «با باران وارد شو»                      | سوئیفت رز                               | ۳:۵۷                                    |
| مجموع مدت:                              | مجموع مدت:                              | مجموع مدت:                              | ۲۵:۳۲                                   |

| بی‌باک (نسخه تیلور): فصل یادم هست دیشب چه گفتی | بی‌باک (نسخه تیلور): فصل یادم هست دیشب چه گفتی | بی‌باک (نسخه تیلور): فصل یادم هست دیشب چه گفتی | بی‌باک (نسخه تیلور): فصل یادم هست دیشب چه گفتی |
| شماره                                         | نام                                           | نویسنده(ها)                                   | مدت                                           |
| --------------------------------------------- | --------------------------------------------- | --------------------------------------------- | --------------------------------------------- |
| ۱.                                            | «تو به من تعلق داری»                          | سوئیفت رز                                     | ۳:۵۱                                          |
| ۲.                                            | «به من بگو چرا؟»                              | سوئیفت رز                                     | ۳:۲۰                                          |
| ۳.                                            | «بی‌باک»                                       | سوئیفت رز لیندزی                              | ۴:۰۱                                          |
| ۴.                                            | «داستان عشق»                                  | سوئیفت                                        | ۳:۵۵                                          |
| ۵.                                            | «برای همیشه و همیشه»                          | سوئیفت                                        | ۳:۴۵                                          |
| ۶.                                            | «عوض شدن»                                     | سوئیفت                                        | ۴:۳۹                                          |
| مجموع مدت:                                    | مجموع مدت:                                    | مجموع مدت:                                    | ۲۳:۳۱                                         |

| بی‌باک (نسخه تیلور) فصل از والت | بی‌باک (نسخه تیلور) فصل از والت                 | بی‌باک (نسخه تیلور) فصل از والت | بی‌باک (نسخه تیلور) فصل از والت | بی‌باک (نسخه تیلور) فصل از والت |
| شماره                          | نام                                            | نویسنده(ها)                    | تهیه‌کننده(ها)                  | مدت                            |
| ------------------------------ | ---------------------------------------------- | ------------------------------ | ------------------------------ | ------------------------------ |
| ۱.                             | «تو همه من هستی» (از والت به همراه مارن موریس) | سوئیفت کاروسو                  | سوئیفت دسنر                    | ۳:۴۰                           |
| ۲.                             | «آقای کاملاً خوب» (از والت)                     | سوئیفت                         | سوئیفت آنتونوف                 | ۴:۳۷                           |
| ۳.                             | «آن وقت است» (از والت به همراه کیث اربن)       | سوئیفت برد وارن برت وارن       | سوئیفت آنتونوف                 | ۳:۰۹                           |
| ۴.                             | «ما خوشحال بودیم» (از والت)                    | سوئیفت رز                      | سوئیفت دسنر                    | ۴:۰۴                           |
| ۵.                             | «نکن» (از والت)                                | سوپیفت جیمز                    | سوپیفت آنتونوف                 | ۳:۲۸                           |
| ۶.                             | «خداحافظ عزیزم» (از والت)                      | سوئیفت رز                      | سوئیفت آنتونوف                 | ۴:۰۲                           |
| مجموع مدت:                     | مجموع مدت:                                     | مجموع مدت:                     | مجموع مدت:                     | ۲۳:۰۰                          |